# Johan Ludvig Heiberg
 Ikke at forveksle med Johan Ludvig Heiberg (filolog).
Johan Ludvig Heiberg (født 14. december 1791 i København, død 25. august 1860 på Bonderup ved Ringsted) var en dansk dramatiker, indflydelsesrig kritiker og chef for Det kongelige Teater 1849–1856. Heiberg skrev i 1828 Elverhøi. 1831 indgik Heiberg ægteskab med kongelig skuespillerinde Johanne Luise Pätges, herefter fru Johanne Luise Heiberg.
Johan Ludvig var eneste barn af Peter Andreas Heiberg og Thomasine Christine født Buntzen. Han blev født i København "hin navnkundige Dag," siger han i sit latinske Vita i anledning af doktordisputatsen, "paa hvilken den berømte Mand, hvis Navn staar øverst blandt alle de glimrende Navne, vort Fædreland kan glæde sig ved, Tycho Brahe, Danmarks og Verdens Lys, fødtes".
Johan Ludvig Heibergs skuespil findes bevaret i Dramatisk Bibliotek på Det Kongelige Bibliotek.

## Opvækst efter faderens landflygtighed i Paris 1799
Johan Ludvig var lige fyldt ni, da hans far i februar 1800 måtte gå i landflygtighed. Kort efter kom det til skilsmisse mellem forældrene. Johan Ludvig blev efter sin faders udtrykkelige vilje taget fra sin mor og betroet til hendes søster, Lise Jürgensen.
Thomasine Heibergs giftede sig med den svenske Gyllembourg – Carl Fredrik Gyllembourg-Ehrensvärd, baron og landøkonomisk forfatter.
I maj 1802 blev Heiberg flyttet til sin fars gode venner på Bakkehuset, Knud Lyne og Kamma Rahbek.
Han læste latin med Rahbek og levende sprog med Kamma. Til at lede den øvrige undervisning antog Rahbek en udmærket lærer, teologisk kandidat Peter Hansen, for hvem Heiberg bevarede den største hengivenhed.
Efter seks års lærergerning fik Hansen et præstekald, og hans plads blev overtaget af en anden teolog, Erhard Christian Basse, hvem Heiberg ligeledes nævner med skyldig veneration. Men nu havde drengen for længst skiftet domicil: han flygtede en aftenstund efter to år på Bakkehuset. Nærmest fordi Rahbek havde lovet ham prygl næste dag på grund af dårlige karakterer. Medvirkende var også den tone, som P. A. Heibergs venner omtalte hans moder i. Johan Ludvig hang ved hende med sværmerisk hengivenhed.

## 1809 artium og første udenlandsrejse til Stockholm
Han blev nu på ny anbragt hos moster Lise, og 1809 dimitteredes han af sin lærer til universitetet, hvor han tog artium, Examen artium eller Første Eksamen og det følgende år filosofisk eksamen, Examen philosophicum eller Anden Eksamen.
Imidlertid var fru Gyllembourg og hendes mand flyttet til København, efter at deres gård i Nordsjælland var brændt. Efterhånden havde faderens forbud mod hans samliv med moderen tabt sin kraft, og drengen betragtede mere og mere hendes hjem som sit; knyttet til hende med den stærkeste sønlige kærligheds bånd og til Gyllembourg med venskab og agtelse.
I deres fine og højtdannede vennekreds fortsatte han den forædlende selskabelige omgang, som han i sine alt for kortfattede “avtobiografiske Fragmenter” tillægger så afgørende en indflydelse på sin hele ånds- og smagsretning. Han nævner sin faders hus som samlingsplads for alle tidens fremtrædende forfattere og den franske republiks diplomatiske repræsentanter i København. Han mindes den litterære interesse, som beherskede Rahbeks hjem, og omtaler sin moders jævnlige omgangsfæller: H. C. Ørsted – med hvem han allerede inden studentereksamen havde læst matematik -, komponisten Weyse og digteren Adam Oehlenschläger. Desuden lægen, professor Frantz Gotthard Howitz  – som lagde navn til den såkaldte Howitz-strid eller Howitzfejde i 1824-25 om hvorvidt en anklaget kunne være tilregnelig i medicinsk forstand – og de adelige svenske bekendtskaber, som søgte Gyllembourg, når de gæstede København.
Med en grev Taube og hans familie gjorde han i efteråret 1812 sin første udenlandsrejse til Stockholm og indførtes i den svenske hovedstads mest eksklusive kredse.

## Træffer Baggesen og Oehlenschläger – hver for sig
Da han efter tre måneders fravær kom tilbage, blev han gæst hos den rige handelsherre konferensråd Brun (III,146) og hans skønlitterære hustru, Frederikke eller Friederike født Münter , hvor han traf prinser og diplomater, digtere, videnskabsmænd – og den yndige, højtbegavede datter Adelaide. Også kaldt Ida, den senere grevinde Bombelles (II, 493), der aflokkede ham som de andre poeter ridderlige kærlighedsstanzer (ottaverim).
Både her og hos sin moder kunne han skiftevis – naturligvis aldrig samtidigt – træffe Jens Baggesen og Oehlenschläger i den konflikttid, der satte den litterære verden i så voldsom en bevægelse, at den næsten lignede en borgerkrig.
Der blev tidligt lagt mærke og taget hensyn til Heiberg som forfatter. Han undgik bevidst at sværge til en af de stridende partiers fane, og han fremhæver det mange år senere som en for den unge alder ikke ganske sædvanlig bon sens, at han, trods alle opfordringer, forstod at holde sig uden for en kamp, “der – uagtet de vigtige og til dels gavnlige Frugter, den har båret – dog blev ført med en Fanatisme, der ikke undlod at prostituere mere eller mindre enhver, som var så uheldig at blive reven ind i dens Hvirvel”.

## Oehlenschläger giver Heiberg "broderkysset"
Baggesen og Oehlenschlæger, der delte deres tid i to stridende lejre, enedes tidligt om at hylde den unge Heiberg som en løfterig mulighed i digtningens rige. Begejstret over en sonnet,  som Heiberg – “l'enfant”, som han kaldtes i det brunske hus – havde skrevet til fru Frederikke, spåede Baggesen, at denne digteryngling "med spæde Vingeskud, lig dem på skuldrene af Amors Brud", engang skulle hæve sig på fuldvoksne vinger til sangens top og derfra, "Fremtids Genius i Upartiskhed lig, – sangdømme den i live førte Krig imellem Baggesen og Oehlenschläger". Denne hyldede i anledning af Marionettheatret den unge forfatter som den, der var "til Kunstner og til Digter baaren", fordi han "fulgte tro Naturen og dens Røst".
Titlen Marionettheatret på Heibergs første bog havde ifølge fortalen "især til Hensigt at stemme Læseren til det barnlige Sind", som skulle gennemtrænge dens indhold; men den havde for øvrigt også en historisk baggrund.
Under en sygdomsperiode i Johan Ludvigs drengeår havde Weyse og Laurids Kruse forfærdiget et dukketeater til ham. Han skrev adskillige barnlige skuespil til dukketeateret. Dels i rimet dialog, dels i den holbergske komedies stil. Da en adelig svensk dames fødselsdag skulle fejres i begyndelsen af 1812, blev det hentet frem igen, og Heiberg skrev fireakts-skuespillet Don Juan, en omarbejdelse af Molières Festin de pierre.
Oehlenschläger var til stede ved opførelsen og gav i sin henrykkelse den unge digter broderkysset – en gentagelse af en situation i århundredets begyndelse, da Baggesen ved sin afskedsfest kyssede den unge Oehlenschläger.
Ikke længe efter skrev Heiberg det romantiske skuespil Pottemager Walter og udgav det 1814 sammen med Don Juan under en fællestitlen Marionettheater; et janushoved skuede i de to forskellige retninger for Heibergs digtning: den burlesk-komiske og den romantisk-mystiske. De er her forenet – som så ofte senere.
Tidligere havde han skrevet skuespillet Tycho Brahes Spaadom med de prægtige Uranieborg-digte Solen sank bag grønne Lund og Du Vandringsmand ved Søen; de blev ikke udgivet i deres oprindelige skikkelse, men omarbejdet efter opførelsen 1819.

## 1816Julespøg og Nytårsløjervækker røre med sin satire
Den romantisk-polemiske komedie Julespøg og Nytårsløjer, en fortsættelse af Oehlenschlägers St. Hans Aftens Spil,  udkom ved juletid 1816 og vakte stærkt røre ved sin satire over den Ingemannske digtnings hypersentimentalitet og publikums sværmeri for hans Varner og Blanca.
Grundtvig trådte med vanlig voldsomhed i skranken for den angrebne digter, og polemikken – som affødte Heibergs Ny A-B-C-Bog – varede det meste af vinteren, indtil den blev afsluttet med Heibergs festlige digt Vaaren og Freden.
Den tyske romantik, især Tieck, har øvet sin påvirkning på Heiberg som på det unge århundredes andre digtere; når den pålagde sine adepter at skue mod vest – Shakespeare – og mod syd – spanierne -, så blev Heiberg, i modsætning til den øvrige digterskare, den, der fortrinsvis vendte blikket mod syd.
Hans sprogkundskaber gjorde ham tidlig bekendt med italiensk og spansk digtning, og især denne tiltrak sig hans levende interesse. I den spanske kappe- og kårdekomedies stil skrev han 1817 det romantiske drama Dristig vovet halv er vundet, en dansk omplantning af Calderonsk ånd og form. Dristig vovet vidner i lige grad om digterens kendskab til forbilledet og om hans tidligt mærkelige klarhed i opfattelsen af formelle ejendommeligheder. Han havde her efterlignet en fremmed genre fra inderst til yderst. Omvendt anstillede han i det mytologiske skuespil Psyche (1817) det modsatte eksperiment: han gav det antikke stof en romantisk påklædning, og der manglede end ikke elementer af nordiske folketone.

## 1817 Doktordisputats
Heibergs bevandrethed i spansk litteratur gav ham emnet til hans doktordisputats 1817: Om spansk dramatisk Litteratur, fornemmelig om Calderon, en kortfattet og skematisk behandling af stoffet med de nødvendige "Theses", dvs. teser til forsvar under disputationsakten.
Heibergs hensigt med dette skrift var ikke blot at erhverve en akademisk grad, men også at skaffe sig en nyttig introduktion. Den brunske kreds havde ivrigt tilskyndet ham til at slå ind på den diplomatiske løbebane, til hvilken både hans fine sociale dannelse og hans gode sprogkundskaber syntes at gøre ham skikket. Han tilegnede derfor udenrigsminister Niels Rosenkrantz, en gammel ven af hans fader, sin afhandling for doktorgraden, men indrømmer selv senere, at “han just ikke viste stort diplomatisk Geni ved at indbilde sig, at en latinsk Doktordissertation over det spanske Teater kunne give ham Adkomst til den diplomatiske Karriere, i steden for at begribe, at den tvært imod måtte støde ham derfra”; når han over for Rosenkrantz påberåbte sig sin sprogfærdighed og sine andre kundskaber, svarede ministeren som i spøg, at hans duelighed var alt for stor, og at det mindre kom an på denne end på at være af god gammel adel.
Heiberg nåede således sit 27. år uden at have taget bestemmelse om sin fremtid. Han blev draget i mange retninger: mod naturvidenskab og matematik som mod digtekunst og æstetik. En udstrakt selskabelighed med  flirten og mange krav til hans talenter spredte yderligere hans interesser. I denne valgets vanskelighed kom et kongeligt rejsestipendium som en sand befrielse i foråret 1819.

## 1819 med rejsestipendium til London og Paris
Over London tog han til sin fader i Paris og boede hos ham i tre år. Han fik lejlighed til at gøre mange interessante bekendtskaber fra mange forskellige lejre.
Af danske traf han blandt andet Peter Georg Bang (den senere minister), Hector Frederik Janson Estrup, H.N. Clausen, Carsten Hauch, Peder Hjort, Christian Molbech og matematikeren Henrik Gerner von Schmidten. Han deltog i det selskabsliv, som prins Christian og prinsesse Caroline Amalie under deres pariserophold åbnede deres hus for en gang om ugen.
I faderens bekendtskabskreds plejede han blandt andet omgang med den forhenværende biskop og senator Grégoire, med den liberale Pair Grev Lanjuinais,  med udgiveren af “Revue encyclopédique”, J. A. Jullien, med naturforskeren Georges Cuvier og filosoffen Victor Cousin, digteren Beranger (Pierre-Jean de Béranger ?).
Også Malthe Conrad Bruun, nu faderens politiske antagonist, besøgte han med dennes samtykke og traf her blandt andet Alexander von Humboldt.
Heibergs “distraherende Dæmon” forlod ham, som det kunne ventes, ikke i den livlige verdensby. Han studerede under Cuvier og besøgte flittig Jardin des Plantes, var hyppig gæst i teatrene, læste fransk litteratur og både tog og gav musikundervisning, var en tid medarbejder af “le Constitutionnel” og skrev skuespillet “Nina”, inspireret af balletdanserinden Bigottini. "Nina" var den eneste digtning, som hans pariserophold affødte.
Endelig tog han en afgørende beslutning i Paris; han søgte om ansættelse som lektor i dansk sprog ved Kiels Universitet. Han støttedes af sine velyndere i hjemmet og blev ansat og tiltrådte sit nye embede ved begyndelsen af efterårssemestret 1822.

## 1822-25 i Kiel, hvor han mødte den hegelske filosofi
Hans moder fulgte med ham til Kiel og var hans bedste trøst under de pinagtigheder, som overgangen fra Frankrigs hovedstad til den holstenske universitetsby medførte. Hun hjalp ham også i hans stilling som lærer i et ildeset sprog og en overset litteratur; dog mener han, at den åndelige koncentration, han her blev tvungen til, ikke var uden nytte for ham.
To serier af hans forelæsninger kom i trykken: “Formenlehre der dänischen Sprache” 1823 og “Nordische Mythologie” 1827. Det vigtigste udbytte af de tre års kielerophold var den indtrængen i den hegelske filosofi, han her påbegyndte efter tilskyndelse af professor i filosofi etatsråd Johan Erik von Berger, og senere førte videre under et besøg i Berlin. Her hørte han og omgikkes Hegel såvel som hans discipel Gans (Eduard Gans ?). Først på rejsen til Danmark afslørede Hegels system sig ved en slags åbenbaring på tilbagerejsen i sin fulde gennemskuelighed.
Ved sit skrift “Om den menneskelige Frihed” (Kiel 1824) blev Heiberg den første talsmand for den hegelske lære i dansk litteratur. 

## 1825 på besøg i København, succes med vaudevillen
I sommeren 1825 besøgte Heiberg København med det faste forsæt at gøre et forsøg på at skabe sig en virksomhed i den så stærkt savnede hovedstad. Han tænkte nærmest på teatret, som havde spillet hans Nina det foregående år.
Ved sommerforestillingerne havde en tysk skuespillerinde, Mlle. Emilie Pohlmann, gjort megen lykke med sangfarcen eller vaudevillen Die Wiener in Berlin. Dette indgav Heiberg den tanke at omplante genren på dansk. Han kendte den godt nok både fra Paris og fra Tyskland, han havde i sin musikalske dannelse en hovedbetingelse for opgavens lykkelige løsning og turde tiltro sig så megen komisk kraft, så nært et slægtskab med vor lystspildigtnings bedste traditioner, at han under denne nye form ville kunne yde bidrag til et repertoire, der atter kunne give teatrets kunst og den dramatiske litteratur en national farve, som alt for længe havde været fortrængt af det fremmede.
Heiberg ville nemlig ikke nøjes med en ydre overførelse af vaudevilleformen; han ville på den ene side gøre det musikalske element fyldigere og formæle det på en inderligere måde med handling og karaktertegning, end forbilleder kendte det, på den anden side genføde den lokalkomiske burleske i Holbergs ånd og derved knytte den afbrudte forbindelse mellem scenens fortid og nutid.
Han meddelte den handledygtigste af teaterdirektørerne, Jonas Collin, sine tanker og blev livlig opmuntret til at sætte dem i værk. Heiberg skrev da Kong Salomon og Jørgen Hattemager, som blev opført 28. november 1825 og modtaget med en tilslutning, der viste, at slaget var vundet fuldstændig: der kom nyt liv i skuespillerne, forøget teaterinteresse hos publikum og rigeligt med penge i kassen, et økonomisk resultat, som blev en vigtig hjælp for Collin, når det gjaldt om at slå den gnavne modstand mod vaudevillen ned hos flere ældre autoriteter, især hos Rahbek.
I begyndelsen af februar det følgende år gik som “Geburtsdagsstykke” Den 28. Januar; da Heiberg ugedagen efter på Frydendahls aftenunderholdning så den 13-årige Johanne Luise Pätges optræde sammen med Christian Niemann Rosenkilde i Poul Martin Møllers kongenshave-dialog “Hans og Trine”, benyttede han parret som hovedfigurer i sin næste vaudeville, Aprilsnarrene, opført første gang 22. april 1826, og beregnede to af de følgende: Et Eventyr i Rosenborg Have og De Uadskillelige, for en stor del på den unge piges mærkelige talent, hvis varme talsmand i pressen Heiberg fra første færd blev.
Forud for de to sidstnævnte vaudeviller var i oktober 1826 Recensenten og Dyret blevet spillet; den havde forud for og under opførelsen så mange fordomme at kæmpe imod, at succesen forspildtes.
Heiberg lod den derfor straks tage af repertoiret og udarbejdede den dramaturgiske afhandling “Om vaudevillen som dramatisk digtart og om dens betydning på den danske Skueplads”, et polemisk skrift, der med selvfølelse hævdede både den nye digtarts og dens forfatters stilling i dansk litteratur, men – som tiden har vist – ikke overdrev, når Heiberg forudsagde det nationale lystspils og dets sceniske fremstillings genopblomstring fra det øjeblik af, da vaudevillen havde inaugureret, grundlagt en ny teateræra.

## 1827 Ugebladet “Kjøbenhavns flyvende Post” som bindeled til publikum
Hans argumentation gjorde den virkning på publikum, at “Recensenten og Dyret”, genopført i en lidt omarbejdet skikkelse, nu slog fuldstændig igennem og blev den hyppigst spillede af alle vaudevillerne.
Denne gode følge af hans æstetiske vejledning tilskyndede Heiberg til at etablere en varigere forbindelse mellem sig og den dannede læseverden, og organet for denne forbindelse blev Kjøbenhavns flyvende Post, som begyndte 1. januar 1827 og udkom to gange ugentlig i to år; 1829  var der et ophold i udgivelsen som dog blev genoptaget  1830 med tre ugentlige numre. Med udgangen af dette år ophørte den regelmæssige udgivelse; i januar 1834 kom det første nummer af Den flyvende Posts Interimsblade, hvis første 100 Numre indtil juni 1836 danner et bind; med nr. 135 (21. december 1837) sluttedes andet bind.
Siden Rahbeks Danske Tilskuer i dens bedste år havde intet ugeblad af underholdende art haft en så udbredt og tillige så dannet læsekreds som Heibergs Flyvende Post. Ikke just fordi han var en særlig ivrig eller omhyggelig redaktør; adskilligt af bladets indhold var fyldekalk, mest i skikkelse af oversættelser uden større værd; men til gengæld indeholdt det Heibergs egne vittigt ræsonnerende eller skarpt polemiserende artikler og var tillige den opvoksende digterslægts fornemme organ, i hvilket Christian Winther, H.C. Andersen, Carl Bagger og andre debuterede som lyrikere, fru Gyllembourg og Carl Bernhard som novelister. (Carl Bernhard: pseudonym for Andreas Nicolai de Saint-Aubain)

### Betydningen af Heibergs "æstetiske kritik" i ugebladetFlyvende Post
Hvad der dog gav bladet størst betydning og anseelse, var Heibergs æstetiske kritik. Her begyndte i årgangen 1827 med anmeldelsen af Væringerne i Miklagard den værdsættelse af Oehlenschläger, der blev en fortsættelse af Baggesens opposition, men bygget på en systematisk betragtning og udgået fra et æstetisk totalsyn, som ganske vist mest dvælede ved den formelle bestemmelse af digtarternes grænselinjer, men også ad denne vej nåede til gyldige domme og uimodsigelige resultater.
Heibergs kritik vakte den stærkeste forargelse blandt Oehlenschlägers tilhængere, og navnlig, da han i det første nummer af årgangen 1830 havde railleret med digterens optræden ved doktorpromotionen i Lund den foregående sommer, kom han i en heftig fejde med de såkaldte “Soranere” (Hauch, Christian Wilster og Hjort), en polemik, som både på vers og prosa førtes med den mest overlegne vittighed fra Heibergs side, så at han stod som sejrherre, selv hvor han ikke så ganske havde ret.

## 1828 SkuespilletElverhøj
Imidlertid havde han i sommeren 1828 skrevet skuespillet Elverhøj, der blev opført som festforestilling 6. november i anledning af prins Frederiks formæling med prinsesse Vilhelmine og er spillet over 300 gange – det største antal forestillinger, noget stykke har oplevet på vor scene – indtil omkring år 1900, da dette skrives. Som påskønnelse af dette arbejde udnævntes Heiberg 20. december 1828 til teaterdigter og fast oversætter med en gage af 600 rigsdaler, for hvilket vederlag han skulle oversætte et vist antal akter årligt og skrive de dengang så hyppigt forekommende festsange, prologer og lignende lejlighedsarbejder.
I oktober 1829 opførtes for første og sidste gang Prinsesse Isabella eller 3 aftener ved Hoffet, et romantisk intrigestykke med det spanske dramas lyriske karakter.

### 1829 titel af professor og 1830 docent ved den militære højskole, et par bidrag til filosofien
Samme år fik Heiberg titel af professor, og 1830, da den militære højskole oprettedes, blev han udnævnt til docent i logik, æstetik og dansk litteratur, hvilken lærerplads han forestod indtil højskoleundervisningens omordning 1836; litterære frugter af denne virksomhed er “Ledetraad ved Forelæsningerne over Filosofiens Filosofi eller den spekulative Logik” (1832), “Indledningsforedrag til det i november 1834 begyndte logiske Kursus” (1835) og “Udsigt over den danske skjønne Litteratur” (1831). 31. juli 1831 indgik Heiberg ægteskab med kongelig skuespillerinde Johanne Luise Pätges. 
I november samme år opførtes vaudevillen “Kjøge Huskors”; med “De danske i Paris” (1832) og det i sin art fuldkomne og uovertræffelige kunstværk “Nej” (1836) afsluttedes vaudevilledigtningen, til hvilken endnu må henregnes nogle monologer (“Supplikanten”, “Ja”, “Emilies Hjærtebanken”, “Grethe i Sorgenfri”) og “Ulla skal paa Bal. En bellmansk Situation”. 1834 fremkom eventyrkomedien “Alferne”, i hvilken Tiecks bekendte eventyr er dramatiseret med overlegen teknisk kyndighed og en beundringsværdig uddybning af dets poetiske idé.
1836 rejste Heiberg med sin hustru over Berlin og gennem Tyskland til Paris, hvor hans gamle fader endnu levede. Året efter begyndte han på udgivelsen af “Perseus, Journal for den spekulative Idé”, og på en ejendommelig måde forenede han den filosofiske spekulation med poetisk anskuelighed i eventyrkomedien “Fata Morgana”, som opførtes 1838, men kun gik fem gange, dels fordi dens idéindhold lå over den store mængdes horisont, dels fordi teatrets maskineri virkede alt for ufuldkomment til at kunne tilfredsstille de krav, stykket stillede.
Af lignende grunde opnåede den romantiske komedie “Syvsoverdag”, der blev skrevet som feststykke i anledning af Christian 8.s kroning (1840), ligeledes kun fem opførelser, men har ved den senere genoptagelse 1872 i fuldt mål vundet den anerkendelse, som dette ægte poetiske og på særlig vis dansk-nationale skuespil fortjener.

## 1839 Populariteten aftager og Heiberg gør front mod publikum
I årene omkring tronskiftet 1839 var Heibergs tidligere så store popularitet i stærkt aftagende. Efter provinsialstændernes oprettelse havde “Den flyvende Posts Interimsblade” bragt forskellige politisk-ræsonnerende artikler, hvis afgjort konservative ånd stærkt havde mishaget de liberale ordførere og den ungdom, som fulgte dem.
Hvorledes Heiberg bedømte den oppositionelle bevægelse og dens ledere – med undtagelse af Fædrelandet, for hvis fornemmere holdning han nærede kvalificeret agtelse -, giver sig tilstrækkelig tydeligt til kende i tredje akt af den apokalyptiske komedie En Sjæl efter Døden, hvor de liberale institutioner og deres mænd er indlemmede i trivialitetens helvede.
Dette mesterværk af komisk digtning udkom i slutningen af 1840 som det omfangsrigeste og vægtigste parti af de Nye Digte, hvis øvrige indhold udgjordes af romancecyklen De Nygifte samt digtene Gudstjeneste og Protestantismen i Naturen.
Vendte publikum sig mere og mere bort fra Heiberg, så gjorde denne til gengæld stærkere og stærkere front mod publikum og trak sig omsider i stolt fornemhed tilbage fra al berøring med det masseagtige.
I “Intelligensblade”, som udkom i fire bind fra 1842-44, læste han publikum teksten og varierede atter og atter beviset for mængdens selvfølgelige mangel på evne og berettigelse til at fælde dom i åndelige sager.
Også digtene i det samtidig udkommende billedværk “Danmark, et malerisk atlas” benyttede han til udfald mod de nye politiske og litterære tankers talsmænd, og satyrspillet “Nøddeknækkerne” (1845) samler som i et brændeglas al den overlegne foragt, hvormed digteren fra sit mere ophøjede stade ser ned på endelighedens rastløse, men på samme tid i højere forstand meningsløse færd, over for hvis tilfældighed han peger på naturens, særlig himmelklodernes, lovbundne gang som den lysende modsætning.

### Astronomiske studier
De astronomiske studier, som altid havde været ham kære, optog i større og større mål hans tid og satte litterær frugt i de tre bind af årbogen “Urania” (1844–46) med afhandlingerne “Det astronomiske aar” og “Om Tiden og dens bestemmelse ved astronomiske Observationer” samt monografierne “Hven, tilforn Danmarks Observatorium” og “Sophie Brahe, en Hverdagshistorie fra det 16. og 17. Aarhundrede”.

## 1847 lystspilletValgerdaog censorembede ved teatret
Kun én gang endnu bragte Heiberg sin ungdomskærlighed, teatret, en gave: da han i 1847, anonymt skrev toakts-lystspillet “Valgerda”; det havde den politiske tvedeling i tiden til emne og gjorde med digterisk overlegenhed ret og skel mellem den konservative og den liberale retning. Heiberg benyttede for øvrigt kun konflikten som udgangspunkt for en fint gennemført handling og en på samme tid sikker og diskret karaktertegning.
Fra 1839 blev han fritaget for sin forpligtelse til at oversætte et vist antal skuespil. Til gengæld skulle han gennemlæse de til teatret indleverede arbejder, foreslå tjenlige forandringer i dem, han mente egnede til opførelse, og have tilsyn med de første prøver.
Dette censorembede beklædte Heiberg endnu, da skuepladsen efter den frie forfatnings indførelse gik over fra kongen til staten og fik sin øverste myndighed i kultusministeren i stedet for som tidligere i den til hoffet knyttede teaterchef, under hvem de øvrige direktører havde sorteret.
Denne kollegiale bestyrelsesform skulle nu opgives og en enkelt mand sættes i spidsen for ledelsen med ansvarlighed over for ministeren. Det lykkedes Johan Nicolai Madvig at formå Heiberg til at overtage denne post som den, der af alle udpegedes som den bedst kvalificerede, og under 23. juli 1849 modtog han sin udnævnelse.

## 1849–1856 Teaterchef
I syv år – indtil 21. juni 1856 – var Heiberg teaterchef, en stormfuld periode, i hvilken også ved teatret tidens parlamentariske ideer brødes med den styrende autoritet, medens denne ikke altid fandt den fornødne støtte hos sin eneste foresatte, der i sin egenskab af minister ofte havde politiske hensyn at tage til stemningen i rigsdag og presse og måtte inddrage også teatret under det do-ut-des-system ("jeg giver, for at du skal give") – der, til skade for fastheden i styrelsen, er den parlamentariske forhandlings ledende princip.
Dertil kom den vanskelighed, det altid – med eller uden grund – volder en teaterstyrer at have scenens ypperste kunstnerinde til hustru, samt rivninger af personlig art, om end under kunstens maske. Disse uoverensstemmelser førte til, at flere af teatrets bærende kræfter forlod Heiberg, ja endog oprettede en konkurrence med Det kongelige Teater.
Det var navnlig denne omstændighed i forbindelse med de angreb, pressen begyndte at rette mod hans hustrus kunst, der bevægede Heiberg til at tage sin afsked og tiltræde en udenlandsrejse til Berlin, Dresden, Marienbad og Prag.
Han overtog på ny sin post som censor og hengav sig i sin fritid med forøget iver til sine videnskabelige studier. Kun én gang endnu gæstede hans sangmuse ham, da han 1857 ved efterretningen om sin ungdomsveninde Ida Bruns (Bombelles') død skrev sit skønne, om Goethes klarhed og stemningsfylde mindende digt: “De samle sig lig underfulde Drømme”, hvilket han, som for at tilkendegive sin despekt for den politiske presse, lod indrykke i Adresseavisen.

## Den lyriske produktion
Heibergs lyriske produktion er for øvrigt for en stor del en lejlighedsdigtning, der i værd står langt tilbage for dette hans sidste digt, fordi lejligheden har været en ydre, tvingende tilskyndelse og ikke, som her, en indvortes vakt stemning.
Må det end siges, at Heiberg overhovedet er noget kølig i den lyriske følelse og dens udtryk, findes der dog mellem hans digte klassiske fuldkommenheder, der hører til vor poetiske litteraturs uforgængeligste, ikke mindst de erotiske eller naturskildrende sange i vaudevillerne.

### Heibergs indflydelse i dansk åndsliv
Det er i det hele taget fra teatret, at Heiberg har øvet sin største indflydelse på vort åndsliv, en indflydelse, der i brede strømme som i små kanaler har gennemtrængt nationen og gjort den i mange måder til en anden, end den var før 1825, ved at føre dens stemningsliv tilbage i dets gamle leje, genføde dens komiske skuespillitteratur og vække en fremstillingskunst, som falder sammen med dens naturs særegne ytringsmåde.
Sin tidsalders æstetiske smag har Heiberg påvirket i en uberegnelig grad også som den anerkendte mester i kritisk kunst, som den første, der dømte ud fra en samlet og sammenhængende lærebygning. Heiberg har ingensteds gjort rede for denne i dens helhed, men den lader sig uden vanskelighed konstruere ud af hans forskellige kritiske afhandlinger.
Det hegelske system, som han svor til, har vel af og til gjort vold på fænomenerne for at få dem til at passe og beskæftigede sig mere med kunstens former end med dens ånd; som systemet selv ville Heibergs benyttelse af det nu kun have historisk betydning, hvis ikke hans sikre og fine smag – med de begrænsninger, den ifølge sit væsen havde og måtte have – havde stemplet hans domme med et præg af vederhæftighed, af sund sans og sky for det affekterede, der også i hans egenskab af smagsdommer gjorde ham til et ægte udtryk for hans nations bedste karaktertræk.
Heiberg, som 1850 var blevet etatsråd, døde 25. august 1860 under sit sommerophold på herregården Bonderup mellem Ringsted og Holbæk. Efter flere foregående samlede udgaver af hans skrifter fulgte i 1861 og 1862 den store i 22 bind, halvdelen poetiske og halvdelen prosaiske arbejder.

## Som filosof introducerer Heiberg det hegelske system i Danmark
Da Heiberg skulle vælge sin livsgerning, vidste han ikke, om han ville være diplomat eller landmåler, naturforsker eller digter. Man aner allerede heraf, at han ikke hørte til de stærkt ensidig udrustede, for hvem naturen så at sige allerede har valgt. I virkeligheden delte han sig også hele livet igennem mellem forskellige beskæftigelser, og var han end først og fremmest digter, så førte hans stærke interesse for at være dette med fuld bevidsthed om, hvad han gjorde, ham dog til tillige efter en omfattende målestok at sysle med digtekunstens teori, æstetikken, ja filosofien i det hele.
Medens Frederik Christian Sibbern og Poul Møller stillede sig med en vis kølighed over for det hegelske system, blev Heiberg dets ivrige og trofaste tilhænger, og det blev en af hans livsopgaver at indføre det i Danmark.
Heiberg virkede for denne opgave dels ved sine forelæsninger på den militære højskole, dels ved udgivelsen af forskellige direkte filosofiske afhandlinger og endelig ved at lægge systemet til grund for og lade det træde frem mere eller mindre tydeligt i sine mange anmeldelser og kritikker. Naturligvis var det først og fremmest kunstens, særlig digtekunstens, filosofi, der beskæftigede ham.

### Den hegelske filosofis ejendommelighed
Den hegelske filosofis ejendommelighed består som bekendt navnlig deri, at den har en overvejende intuitiv karakter, skjult under den såkaldte immanente eller dialektiske metode.
Heiberg søgte først ved et par afhandlinger at give sit publikum smag for metoden og anvendte den derefter i sin fremstilling af æstetikken, dels i afhandlingen “Om Vaudevillen”, dels i den større afhandling “Om Malerkunsten osv.”.

### Kunstens tredeling imateriel,illusoriskogsubstantiel
Han tredeler her kunsten i “den materielle”, “den illusoriske” og “den substantielle” kunst; hvert af disse led tredeles atter, så at vi får:
arkitektur, skulptur og relief;
havekunst, maleri og mimik;
musik, retorik og digtekunst.
Digtekunsten falder selvfølgelig atter i de tre: lyrisk, episk og dramatisk digtekunst, og under den sidste hører "det umiddelbare Drama", tragedien og komedien.
Komedien spaltes igen i adskillige treheder, og i toppen af det hele stilles vaudevillen og "den spekulative Komedie", de former, Heiberg selv særlig dyrkede.

### Vilkårligheden i disse successive tredelinger
Som man ser, træder vilkårligheden frem omtrent på ethvert punkt af disse tredelinger.
Mangfoldige læsere, der nærmest opfattede systemet som en slags rangordning, forargedes særlig over, at Heiberg stillede vaudevillen over tragedien. Værst var dog den omstændighed, at metoden således fængslede Heibergs interesse, at han opstillede det som den æstetiske kritiks væsentligste formål at undersøge, om et digt nu også i ét og alt passede til den ramme i systemet, hvorunder det burde falde.
Ud fra denne synsmåde forkastede han som teatercensor Henrik Ibsens “Hærmændene”, fordi dette digt ifølge sit sagastof burde have været episk. Og ud fra samme synspunkt gav han sin engang så berømte Bestemmelse af Oehlenschlägers Geni som lyrisk-episk, som geni for romancen, men ikke for tragedien eller overhovedet det dramatiske; åbenbart ligeledes en vilkårlighed, thi hvad der gør Oehlenschläger stor som romancedigter: hans sunde naturlighed, hans rige, varme følelse, hans storslåede malende evne og hans betydelige kompositionstalent, gør sig med samme styrke gældende i hans dramatiske arbejder; og hvad der udgør svagheden i disse, hans af og til mere end barnlige naivitet, træder i virkeligheden lige så kraftigt frem i hans samlede romancedigtning.
Heibergs ringe interesse for de psykologiske problemer, for det historiske og det individuelle i menneskelivet, gav i det hele adskillige af hans domme en skæv retning og forklarer blandt andet hans mangel på syn for Shakespeares storhed.
Men med alt dette må det ikke glemmes, at Heiberg inden for vor litteratur står som repræsentant for det første og kraftigste forsøg, der er gjort på at bygge en æstetisk kritik på objektive, videnskabelige principper.
At han hentede disse hos Hegel, var desværre en ulempe, hvorpå hverken hans i øvrigt så klare og sunde omdømme, hans fint udviklede smag eller hans rolige besindighed fuldt formåede at råde bod.
Georg Brandes' essays.
Kroman, Kristian Frederik Vilhelm. (Kristian Frederik Vilhelm Kroman, 1846–1925, filosof.)

### Til Heibergs bidrag inden for filosofien
- Koch, Carl Henrik (2004). Den danske idealisme : 1800–1880. Bind 5 i serien "Den danske filosofis historie". Gyldendal. 595 sider. DK5=10.96. ISBN 87-00-76302-0

### ADL
- Samlede værker online og Forfatterportræt Arkiveret 18. september 2020 hos  Wayback Machine på Arkiv for Dansk Litteratur
- Denne artikel bygger på P. Hansen og Kristian Kromans Biografi i 1. udgave af Dansk biografisk leksikon, tillige omfattende Norge for tidsrummet 1537–1814, Udgivet af C. F. Bricka, 19 bd, Gyldendal, 1887–1905